# Go Tell It on the Mountain
Go Tell It on the Mountain (Andate ad annunciarlo sulla montagna) è un tradizionale natalizio afro-americano del genere spiritual, scritto con ogni probabilità da John Wesley Work Jr. (1871 - 1925), alunno e membro della Fisk University di Nashville (Tennessee), che riadattò e riarrangiò un canto afro-americano (sempre del genere spiritual) di inizio Ottocento o della seconda metà del XIX secolo (probabilmente antecedente al 1865) dal titolo  When I Was a Seeker (= “Quand'ero un cercatore”, nel cui ritornello troviamo appunto la frase “Go tell it on the mountain”, raccolto  - assieme ad altri brani spiritual - con l'aiuto del fratello Frederick Jerome Work, anch'egli studioso e compositore.
Il canto originale era stato fatto conoscere dai Fisk University Jubilee Singers, che nel 1879 iniziarono un viaggio attorno agli Stati Uniti e l'Europa allo scopo di raccogliere fondi a favore di una scuola per ex schiavi della loro università.
Il brano, riadattato da John Wesley Jr., venne quindi pubblicato nella raccolta Folk Songs of the American Negro, edita dallo stesso John Wesley Work Jr. e uscita nel 1907.
Il brano Go Tell It On The Mountain è stato inciso da vari cantanti ed ha ispirato l'omonimo romanzo dello scrittore afro-americano James Arthur Baldwin (1924 – 1987), pubblicato nel 1953 e tradotto in italiano con il titolo Gridalo forte.
Nella versione in lingua originale del film Scary Movie 5 il brano viene cantato dai giovani membri di un gruppo di preghiera che si trovano nella casa in cui la protagonista si reca per cercare il Libro della Morte 

## Testo e melodia
Il testo, di cui esistono alcune varianti (di quattro o cinque strofe, di quattro versi ciascuna), cita il celebre episodio dell'annunciazione della nascita di Gesù ai pastori (Vangelo di Luca, 2, 8 – 12), episodio già tema di numerosi altri canti natalizi, quali, ad esempio, Les anges dans nos campagnes, While Shepherds Watched Their Flocks by Night (di cui — oltretutto — si ritrovano delle similitudini nel primo verso di Tell It On The Mountain), Rise Up, Shepherd, and Follow (altro canto natalizio afro-americano del genere spiritual), ecc.

Nel brano, inoltre, la nascita di Gesù è vista probabilmente come un segno della liberazione dalla schiavitù e la montagna – in quanto luogo dove lo stesso Gesù predicò – il luogo migliore dove annunciare l'evento.
Per quanto riguarda, invece, la melodia, sono state riscontrate delle similitudini con Oh, Susanna e Tramp, Tramp, Tramp, the Boys Are Marching di George F. Root o con lo spiritual We'll March Around Jerusalem.
Una delle versioni del brano recita:
Ritornello

Go, tell it on the mountain,

Over the hills and everywhere

Go, tell it on the mountain,

That Jesus Christ is born.
While shepherds keeps their watching

o'er silent flocks by night,

Behold, throughout the heavens

There shone a holy li--ght

 Ritornello
The shepherds feared and trembled,

When low above the earth,

Rang out the angels chorus

That hailed our Savior's bi--rth.

Ritornello
And lo! When they had heard it,

They all bowed down to pray,

Then travelled on together,

To where the Baby la--y.

Ritornello
Down in a lowly manger

The humble Christ was born

And God sent us salvation

That blessed Christmas mo--rn.

Ritornello
In altre versioni vengono inserite le strofe .:
When I was a seeker

I sought both night and day

I sought the Lord to help me

And He showed me the way.
He made me a watchman

Upon the city wall

And If I am a Christian

I am the least of all.

## Versioni discografiche
Tra i cantanti che hanno inciso il brano, vi sono
- The Blind Boys of Alabama (nell'album Go Tell It On The Mountain del 2003)
- Bruce Cockburn
- Ray Conniff Singers
- Dean Crawford
- Bing Crosby & Frank Sinatra
- Sheryl Crow (Home For Christmas, 2008)
- David Cullen
- Sheryl Crow
- Barbara Dane
- Bobby Darin
- Frank Defino Jr.
- Divalycious (Have Yourself a Divalycious Christmas, 2004)
- Christine Drescher
- Phil Driscoll
- Dave Elliott
- Michael English
- Enoch
- Sara Evans
- Cyndi Frame
- Kirk Franklin (Kirk Franklin and the Family Christmas, 1993)
- Bing Futch
- Bill Gaither (Joy to the World: Gaither Gospel Series, 1997)
- Bill Gaither e Gloria Gaither (Christmas in South Africa, 2006)
- The Gas House Gang
- Rich Gibbons
- Angie Gislason
- Go Fish
- The Golden Gospel Choir
- Gospel Starlets
- Joyce Grant
- Fred Hammond
- Carola Häggkvist
- Mahalia Jackson (tra l'altro, nell'album Go Tell It On The Mountain del 1993)
- Jewel
- Toby Keith
- Dustin Kensrue
- Linkin Park
- Little Big Town
- Sherill Milnes
- Anne Murray
- Jim Nabors
- The New Christy Minstrels
- Dolly Parton
- John Rutter e i Cambridge Singers
- Simon & Garfunkel
- Candi Staton
- James Taylor (negli album A Christmas Album del 2004 e At Christmas del 2006)
- Peter Tosh
- Suzie Ungerleider
- The Wailers
- Vanessa L. Williams
- Cece Winans

## Cover
- Una cover del brano è stata realizzata da Art Paul Schlosser, che lo riscrisse in una versione per bambini con il titolo Go Tell it on the Swingset